# 天主教阿博維爾教區
天主教阿博維爾教區（拉丁語：Dioecesis Agbovillensis）是科特迪瓦一個羅馬天主教教區，屬阿比讓總教區。
教區成立於2006年10月14日，包括阿博維爾省、阿佐佩省和蒂亞薩萊省。
教區於2006年有教友40萬人（佔轄區總人口49.9%）、廿一個堂區、卅一名司鐸。現任教區主教為亞肋叔·圖瓦布利·尤洛。